# Xorides rufipleuralis
Xorides rufipleuralis là một loài tò vò trong họ Ichneumonidae.